# アウセクリス
アウセクリス(ラトビア語：Auseklis)とは金星の化身であるラトビアの神。「Aus」の語源はラトビア語で「夜明け」を意味する「Ausma」もしくは「東洋」を意味する「Austrumi」、seklisの語源は「種子」を意味する「sēklas」である。また動詞のaustが意味する「(太陽、月または星が)昇る」のように、Auseklisは「昇る者」という意味があるかもしれない。アウセクリスはラトビア神話で太陽神サウレ (Saulė)、月の神メネス (Mēness)に次いで3番目にポピュラーな神であるが、ラトビア民謡であるダイナ(Daina)でのみしか言及されておらず、恐らくは1915年に20万近いダイナをまとめた全6巻の「Latvju dainas」を書いたクリシュヤーニス・バロンスの創作であろうと考えられている。

## 神としてのアウセクリス
アウセクリスは月の神メネスと密接に関係している。彼らは両者ともに神の息子であるディエヴァ・デリ (Dieva dēli)であるように、相互に他の男性神との混乱がある。アウセクリスは、太陽神の娘でありリトアニア神話におけるアウシュリネでもある、サウレス・メイタ (Saules meita)の花婿である。少数のダイナは、アウセクリスが馬に乗るにはあまりに若すぎるであろうことを示唆している。そのため、彼のためにそれぞれ馬が買われるが、「息子はまだそれを必要としていない」と言われる。ここでの「息子」という言葉が、アウセクリス自身を指しているのか、アウセクリスの息子を指しているのか、または馬を指しているのかは明確ではない。

## しるしとしてのアウセクリス

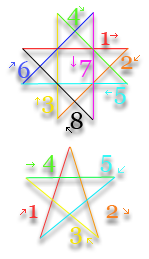
アウセクリスの八芒星と五芒星の描き方

ソ連からのラトビア独立運動（Third Latvian National Awakeningとも呼ばれる）のシンボルにも使われた八芒星はアウセクリスと名付けられる。それは悪魔の十字架としても知られている。他のシンボルは五芒星であり、それは他の文化では金星を象徴している。このように、八芒星と五芒星の両方のしるしがアウセクリスのシンボルとなり得、当初は悪魔除けのために使われていた。後に五芒星は悪魔のシンボルとなった。八芒星および五芒星のシンボルは、一筆書きで書かれなければならない。